# Концертино для тромбона с оркестром (Давид)
Концертино для тромбона с оркестром Ми-бемоль мажор, соч. 4 Фердинанда Давида — одно из первых произведений в европейской музыке, специально написанных для солирующего тромбона в сопровождении симфонического оркестра.
Давид посвятил своё концертино, написанное в 1837 году, своему другу тромбонисту и скрипачу Карлу Трауготту Квайссеру. Согласно легенде, произведение появилось следующим образом. Феликс Мендельсон, поддерживавший дружеские отношения как с Давидом, так и с Квайссером, обещал последнему написать концерт для тромбона. Однако по ряду причин этот замысел остался неосуществлённым, и Мендельсон предложил написать концерт Давиду. Молодой композитор последовал его совету и вскоре его произведение впервые было исполнено в Лейпциге Квайссером в сопровождении Гевандхаус-Оркестра под управлением Мендельсона.
В 1923 году концертино Давида было впервые исполнено в США Йозефом Альшауским и симфоническим оркестром Цинциннати под управлением Фрица Райнера. Однако после этого партитура этого сочинения была утеряна и восстановлена по клавиру лишь в 1985 году шведским тромбонистом Кристианом Линдбергом.
Концертино для тромбона считается одним из наиболее удачных сочинений Давида, и, в отличие от большинства других его произведений, сравнительно часто исполняется и записывается. Среди тромбонистов, осуществивших аудиозаписи концертино Давида, Кристиан Линдберг, Армин Розин, Бретт Бейкер, Бранимир Слокар, Майкл Бертночелло, Юрген Хайнель, Карл Ленте, Виктор Баташов.
Концертино состоит из трёх частей:
1. Allegro Maestoso
2. Andante marcia funebre
3. Allegro Maestoso